# Cesar Virata
Cesar Enrique Aguinaldo Virata (Kawit, 12 dicembre 1930) è un politico e imprenditore filippino.
È stato Primo ministro delle Filippine dal 1981 al 1986 durante l'amministrazione di Ferdinand Marcos.

## Biografia
Nacque il 12 dicembre 1930 a Kawit, nella provincia di Cavite, figlio di Enrique Topacio Virata e Leonor Aguinaldo Virata, quest'ultima nipote del generale e primo Presidente delle Filippine Emilio Aguinaldo.